# Unguraș, Maramureș
Unguraș este un sat în comuna Dumbrăvița din județul Maramureș, Transilvania, România.

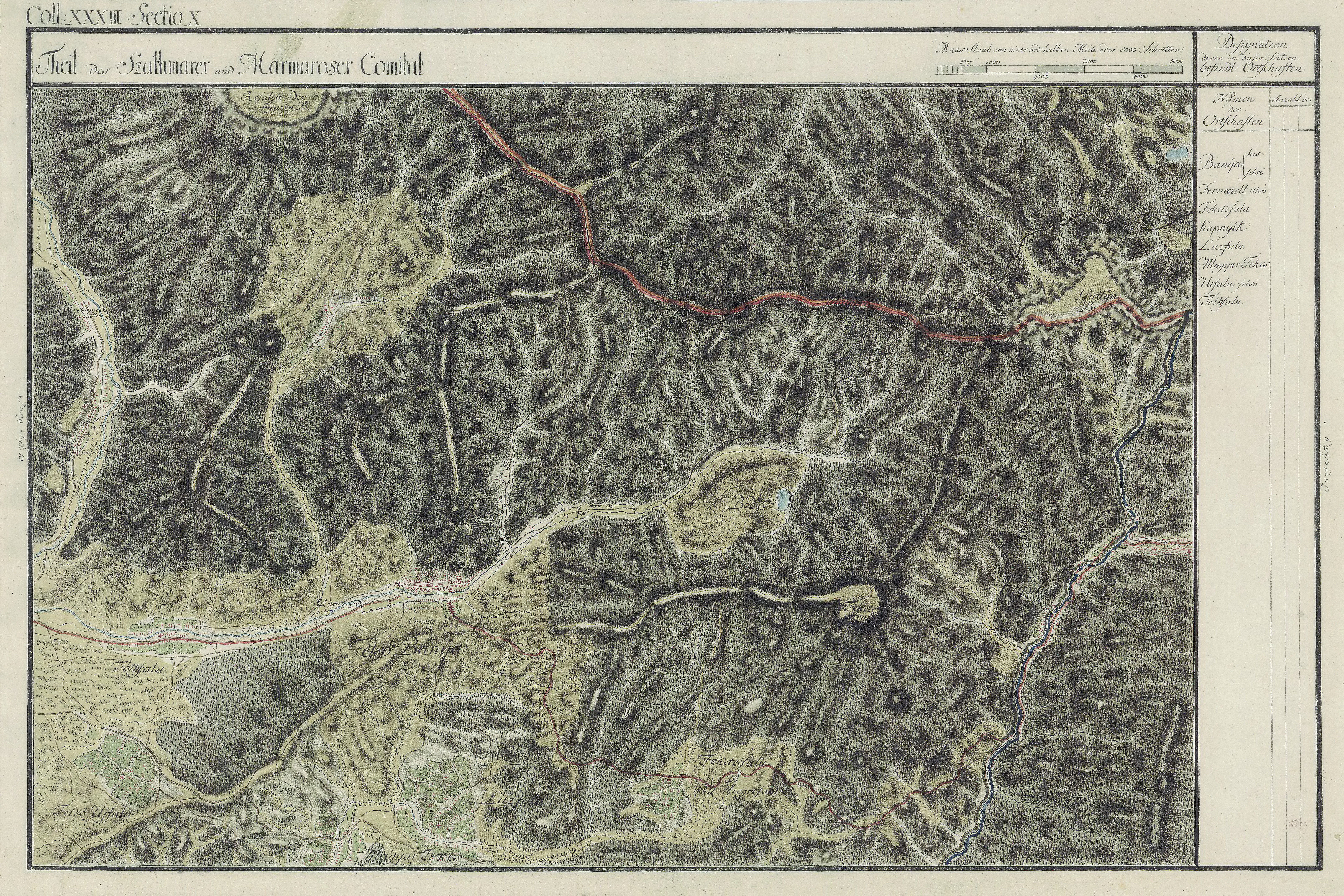
Unguraş în Harta Iosefină a Comitatului Sătmar, 1782-85

## Istoric
Numele vechi a localității este Chechișul Unguresc.
Prima atestare documentară: 1463 (Kekes). 

## Etimologie
Etimologia numelui localității: din n. grup ungurași „locuitori din (Chechișu) Unguresc” (< subst. ungur, nume etnic + suf. dim. -aș). 

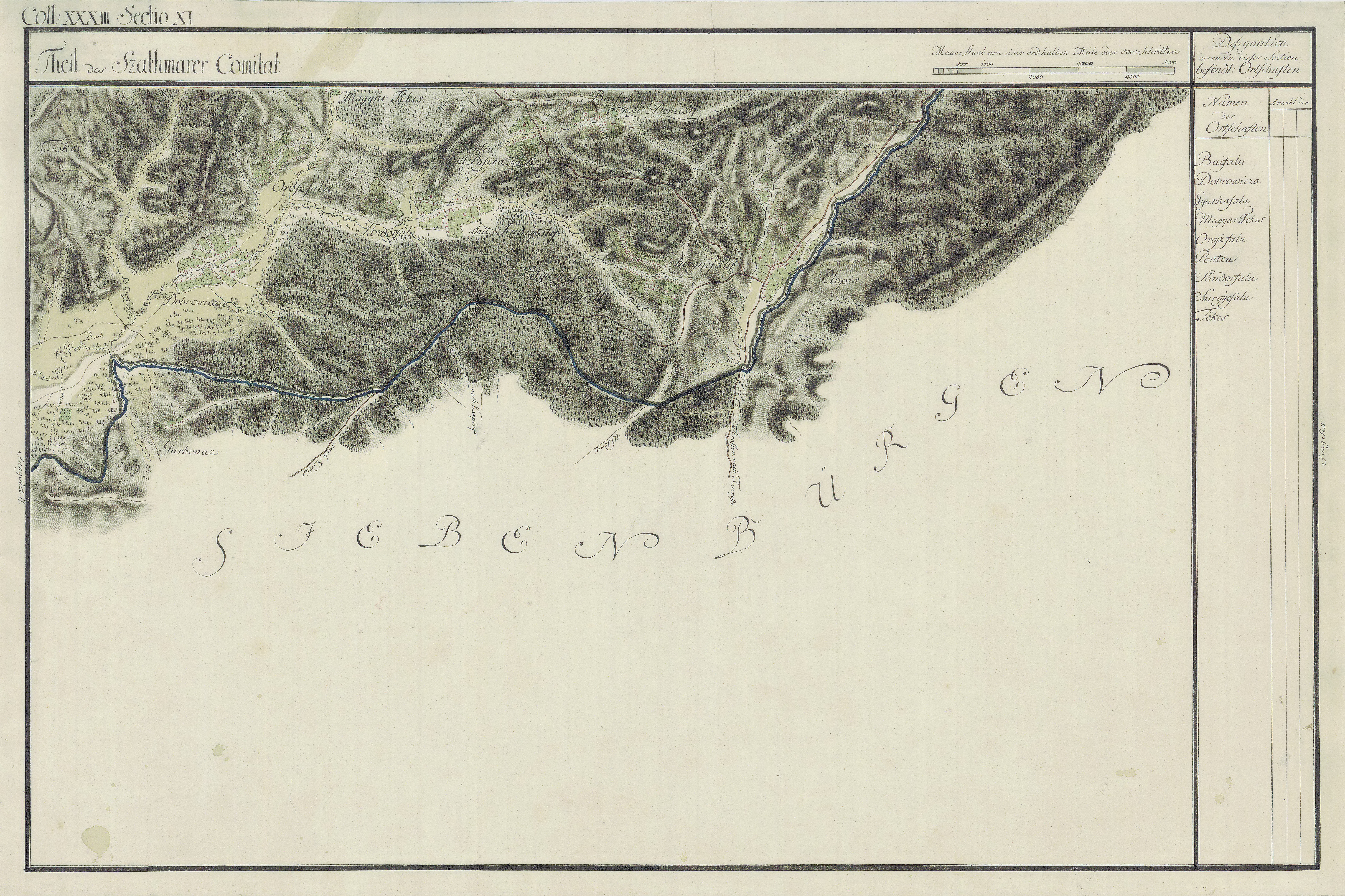
Unguraș în Harta Iosefină a Comitatului Sătmar, 1782-85

## Demografie
La recensământul din 2011, populația era de 488 locuitori. 